# Emmanuel Héré
Léopold Emmanuel Héré de Corny né le 12 octobre 1705 à Nancy et mort le 2 février 1763 à Lunéville est un architecte lorrain.

## Biographie

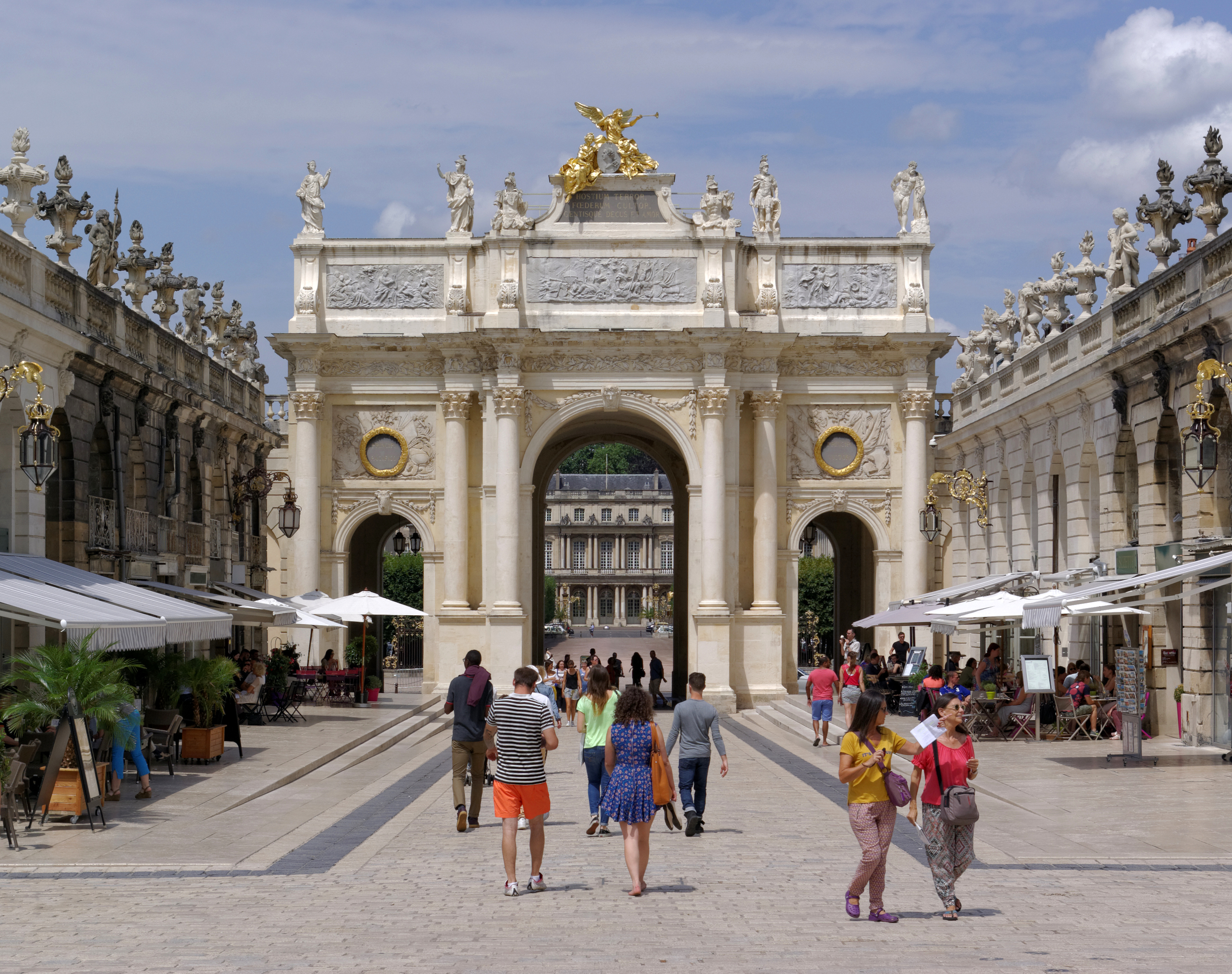
L'arc Héré, à Nancy.

Emmanuel Héré fait ses premiers pas dans le milieu de l'architecture par le biais de son père, contrôleur des travaux au service de Léopold Ier de Lorraine. Élève passionné de Germain Boffrand, le bâtisseur du duc Léopold, il devient commis des travaux, puis capitaine-concierge du château de Lunéville à l'arrivée en 1737 de Stanislas Leszczynski, roi de Pologne et duc de Lorraine.
En 1738, sous le règne de Stanislas, il est nommé premier architecte du roi.
Héré assimile toutes les influences, classiques et baroques. Il édifie, selon la volonté de l'ancien roi de Pologne, les pavillons et ornements des bosquets, complète et embellit les réalisations de Boffrand à Lunéville : chapelle du château, église Saint-Jacques, église des Carmes.
Après avoir terminé les aménagements nécessaires à l'adaptation du château de Lunéville aux exigences de la vie de Stanislas, il entreprend l'exécution des projets du roi bâtisseur pour la ville de Nancy.

## Œuvres

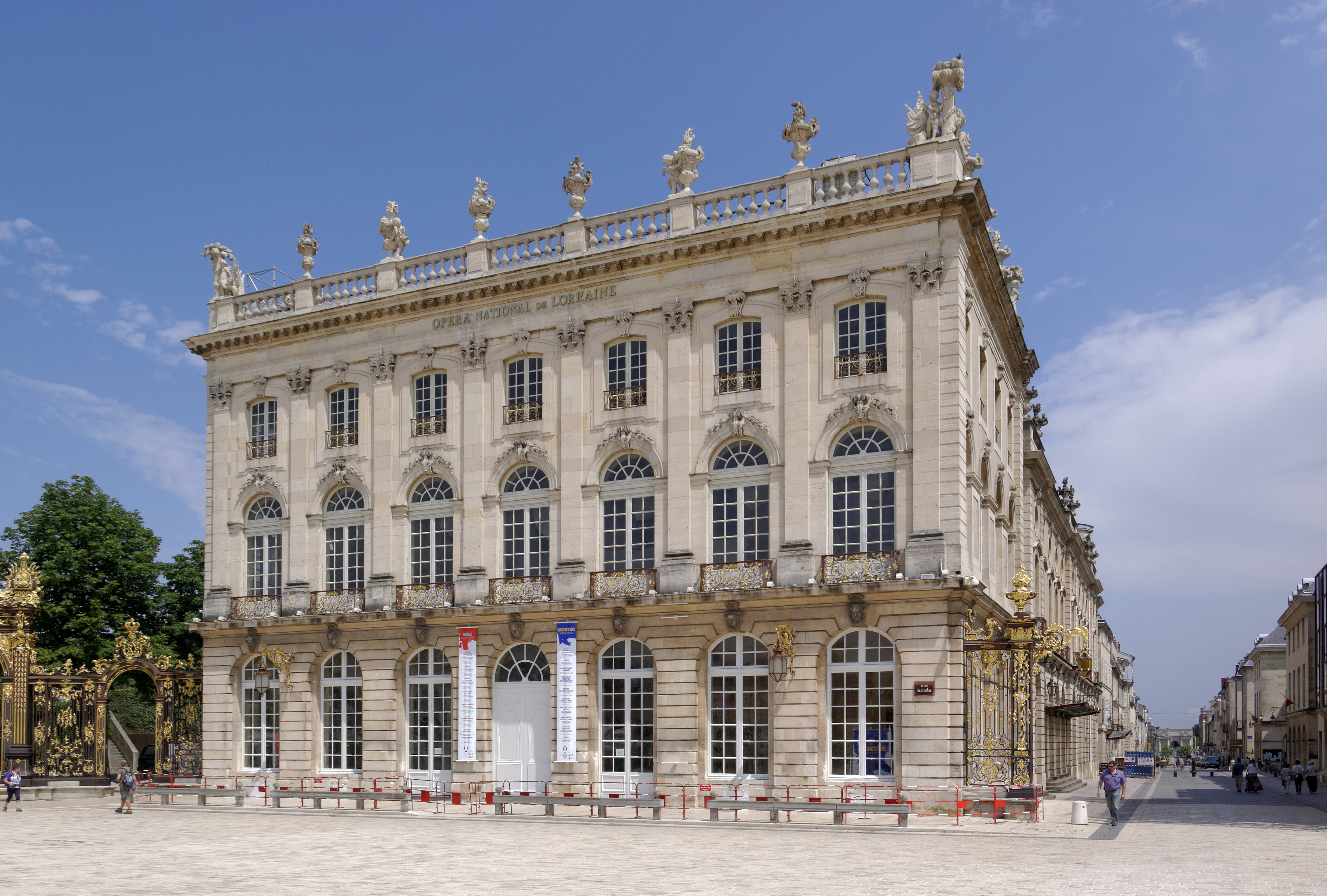
Bâtiments de la place Stanislas à Nancy.

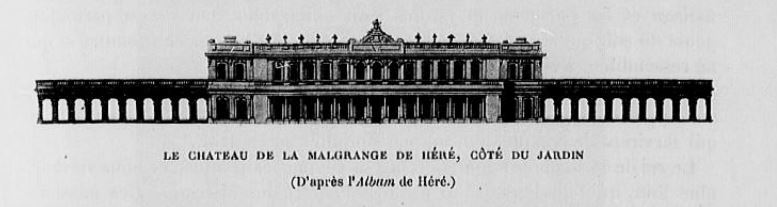
Le château de la Malgrange à Nancy.

Il réalise l'ensemble monumental autour duquel s'organise la ville de Nancy au XVIIIe siècle. Il édifie l'ensemble architectural qui réunit la ville-vieille médiévale à la ville-neuve par les célèbres places de Nancy : place et la porte royale, la place d'Alliance ainsi que le réaménagement de la place de la Carrière. Ses dessins sont réunis par Jean-Charles François.
Il est également l'architecte de nombreux projets du roi Stanislas :
- le château de la Malgrange[2] : le duc Léopold avait commencé la construction d'un vaste château sur le site de la Malgrange d'après des plans de Germain Boffrand. En 1715, le duc ordonne l'arrêt des travaux et le site devient une manufacture de tapisseries[3]. Au mois d'août 1738, Stanislas ordonne la destruction du château de la Malgrange pour en construire un nouveau. Emmanuel Héré est son architecte, comme Boffrand avait été celui de Léopold. Le nouveau palais est édifié de 1739 à 1740. Il se compose d'un édifice central, avec rez-de-chaussée, étage et trois avant-corps, colonnes doriques au rez-de-chaussée, pilastres ioniques à l'étage. Au rez-de-chaussée on retrouve une vaste salle des gardes et le salon. À l'étage est située la chambre à coucher. Du bâtiment central part, de chaque côté, une galerie couverte supportée par une colonnade, formant terrasse au-dessus, avec une balustrade d'appui. Montesquieu, qui visita la demeure en juin 1747, écrit : « La Male-Grange est la maison du monde la plus singulière. La maison et les parterres et jardins sont admirables. On y voit partout le génie du roi, qui a un talent unique pour faire des choses charmantes et qui ne ressemblent à rien » ;
- l'église Notre-Dame-de-Bonsecours, mausolée du roi Stanislas ;
- l'hôtel des Missions Royales ;
- le pavillon de l'hôpital Saint-Julien ;
- les trois grandes places de Nancy ;
- la nouvelle Intendance, l'embellissement du palais ducal et de divers couvents ;
- la reconstruction du château de Chanteheux ;
- le buffet de l'orgue de l'église Saint-Jacques de Lunéville ;
- l'aménagement du château de Commercy.

Parmi ses autres réalisations, la place royale de Nancy, rebaptisée place Stanislas en 1831, demeure sans conteste son chef-d’œuvre. Emmanuel Héré est alors comblé de bienfaits et d'honneurs : il est anobli et devient baron de Corny.
Les grands chantiers terminés, Emmanuel Héré s'engage, sur les conseils de Stanislas, dans une entreprise de fabrication d'un ersatz de froment, une aventure sans lendemain.

## Dernières années et postérité
Héré vécut dans une magnifique demeure de style classique entourée d'un parc, à Eulmont, au nord de Nancy, cette demeure, toujours en état et visitable, est agrémentée d'un agréable jardin. Héré ne se contente pas de ses revenus d’architecte. Pour devenir riche, il se lance dans des spéculations industrielles : il veut fabriquer de l'amidon avec des marrons d’Inde. La fabrique est installée à Lunéville. Mais l'entreprise échoue et Héré est ruiné. Il meurt, oublié, le 2 février 1763 et est inhumé dans un caveau à l'église des Carmes, qu'il avait en partie construite.
Après sa disparition, c'est Richard Mique (1728-1794), son successeur, qui poursuivra son œuvre en achevant le quartier royal, dernier chantier suivi par Stanislas : la porte Sainte-Catherine et la caserne éponyme ainsi que la porte Stanislas.
Emmanuel Héré, architecte de génie, esprit éclairé, guidé par la volonté de Stanislas Leszczynski, vieux roi de Pologne, a réalisé un ensemble grandiose, heureuse symbiose entre tous les courants artistiques de son temps, joyau architectural du siècle des Lumières.

## Publications
- Recueil des plans, élévations et coupes des châteaux et jardins que le roi de Pologne occupe en Lorraine, 1re partie (lire en ligne).
- Recueil des plans, élévations et coupes des châteaux et jardins que le roi de Pologne occupe en Lorraine, 2e partie (lire en ligne).
- Recueil des plans, élévations et coupes des châteaux et jardins que le roi de Pologne occupe en Lorraine, 3e partie (lire en ligne).